# Елвуд (Індіана)
Елвуд (англ. Elwood) — місто (англ. city) в США, в округах Медісон і Тіптон штату Індіана. Населення — 8410 осіб (2020).

## Географія
Елвуд розташований за координатами 40°16′29″ пн. ш. 85°50′14″ зх. д. / 40.27472° пн. ш. 85.83722° зх. д. (40.274600, -85.837090).  За даними Бюро перепису населення США в 2010 році місто мало площу 9,77 км², уся площа — суходіл.

## Демографія
Згідно з переписом 2010 року, у місті мешкало 8614 осіб у 3455 домогосподарствах у складі 2265 родин. Густота населення становила 881 особа/км².  Було 4099 помешкань (419/км²).
Расовий склад населення:
| - 96,7 % — білих - 0,3 % — азіатів - 0,2 % — корінних американців - 0,2 % — чорних або афроамериканців - 1,0 % — осіб інших рас |

До двох чи більше рас належало 1,5 %. Частка іспаномовних становила 3,3 % від усіх жителів.
За віковим діапазоном населення розподілялося таким чином: 25,2 % — особи молодші 18 років, 60,7 % — особи у віці 18—64 років, 14,1 % — особи у віці 65 років та старші. Медіана віку мешканця становила 38,6 року. На 100 осіб жіночої статі у місті припадало 94,9 чоловіків;  на 100 жінок у віці від 18 років та старших — 93,4 чоловіків також старших 18 років.
Середній дохід на одне домашнє господарство  становив 46 321 долар США (медіана — 36 282), а середній дохід на одну сім'ю — 52 293 долари (медіана — 42 238). Медіана доходів становила 40 993 долари для чоловіків та 28 575 доларів для жінок. За межею бідності перебувало 20,6 % осіб, у тому числі 25,8 % дітей у віці до 18 років та 6,4 % осіб у віці 65 років та старших.
Цивільне працевлаштоване населення становило 3694 особи. Основні галузі зайнятості: виробництво — 27,0 %, освіта, охорона здоров'я та соціальна допомога — 20,8 %, роздрібна торгівля — 11,2 %, мистецтво, розваги та відпочинок — 9,7 %.